# Мухи-зеленушки

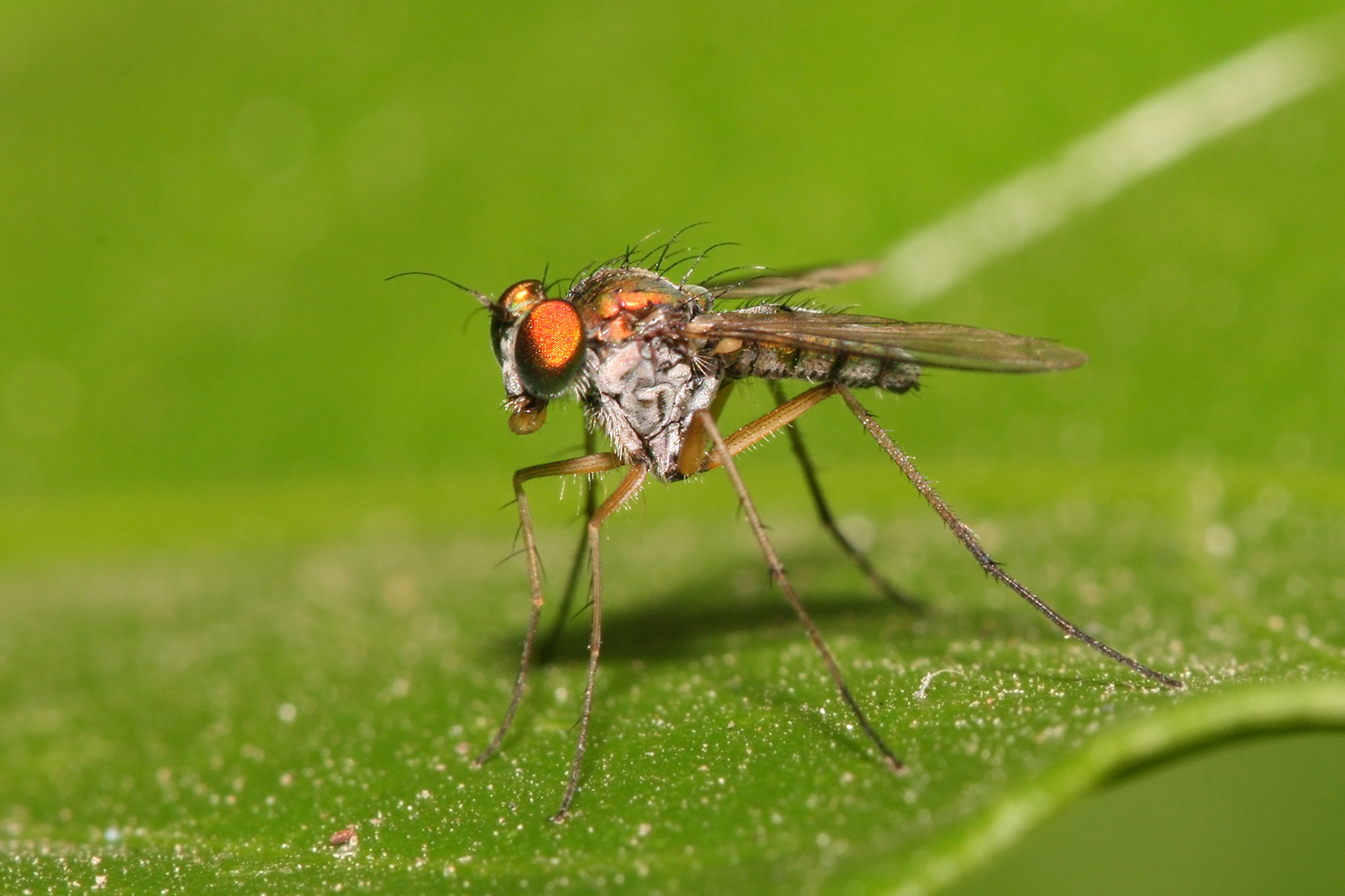
Chrysosoma sp.

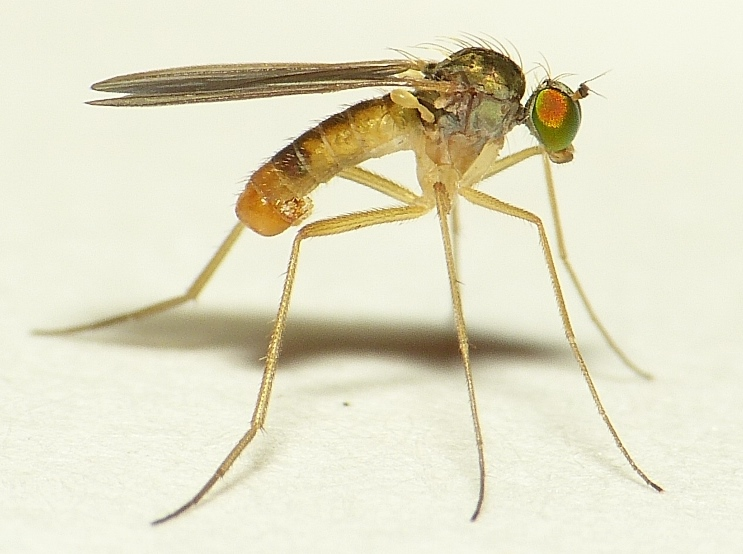
Xanthochlorus ornatus

Мухи-зеленушки, или зеленушки (лат. Dolichopodidae), — семейство насекомых из отряда двукрылых. Известно около 7800 современных и 100 ископаемых видов зеленушек, в том числе в крупнейшем роде Dolichopus описано около 600 видов.

## Распространение
Распространены повсеместно, включая такие холодные регионы как Исландия и Тристан-да-Кунья, высокогорные места и пещеры. Наибольшего разнообразия достигают в тропиках, где они проникли даже на изолированные острова.

## Описание
В большинстве своем это мелкие или средней величины мухи (длина тела 1-12 мм), окраска металлически-зелёная с бронзовым или фиолетовым отливом, реже чёрная или жёлтая. У самцов часто крупный гипопигий и ноги в длинных щетинках или с выростами. Для представителей семейства характерна короткая голова с очень крупными глазами, длинные, хорошо развитые бегательные ноги, мощная грудь, несущая сильно костализованные крылья и более или менее коническое брюшко.

Жилкование крыла Dolichopodidae.

Лоб у обоих полов, как правило, широкий; глаза у самцов на лбу соприкасаются или сильно сближены лишь у Diaphorus. На голове развиты в большинстве случаев крупные глазковые щетинки или наружные теменные щетинки. Лицо цельное или разделено на два отдела (эпистома и наличник). Ноги тонкие. Крылья с тремя радиальными щетинками (R1, R2+3, R4+5); медиальная жилка M1+2 простая или (редко) с развилком (род Sciopus), передняя поперечная жилка расположен на базальной части крыльев; задняя основная ячейка и истинная дискоидальная ячейка всегда слиты, анальная ячейка маленькая. Гениталии самцов часто свободные, на стебельке или сидячие. Восьмой тергит асимметричный, расположенный с левой стороны эпандрия.
Большинство видов семейства имеют хорошо развитие гоноподы, расположенные на дистальном крае эпандрия (Hydrophorus, Thrypticus, Argyra) или имеют хорошо заметное сочленение (Rhaphium). В ряде случаев достигают значительного развития сурстили — вторичные выросты эпандрия (Hypophyllus, Tachytrechus). Иногда имеется две пары сурстилей — проксимальные и дистальные (например, у рода Tachytrechus). Гипандрий, как правило, представлен небольшим склеритом, иногда асимметричным (Tachytrechus). Самцы многих видов имеют сильно развитые церки. Фаллус развит у разных видов в различной степени.
Характеристика семейства Dolichopodidae имеется в работах Беккера (Becker, 1917), Штакельберга (Stackelberg, 1930), Парана (Parent, 1938) и Робинсона (Robinson, 1970). Эта характеристика была дополнена Негробовым (Негробов, 1979).

## Экология
Dolichopodidae встречаются вблизи воды, на лугах, в лесах, где ассоциированы со стволами деревьев. Некоторые Hydrophorus бегают по воде, как клопы-водомерки. Виды родов Medetera, Systenus, Neurigona держатся на стволах деревьев. Мухи — хищники, питаются мелкими беспозвоночными с мягкими покровами: олигохетами, пауками, клещами, личинками и яйцами насекомых. Немногие посещают цветы и питаются нектаром. Личинки живут в разных средах, чаще во влажной почве, песке, иле, среди мхов, в гниющей древесине. Немногие личинки — водные или полуводные, некоторые живут в выбросах морских водорослей, хищничают на Balanus (Aphrosylus). Личинки — преимущественно хищники, исключение представляют Thrypticus. В этом роде личинки — фитофаги, минируют листья околоводных злаков, осоковых, ситниковых. Личинки большинства видов встречаются в почве, в песке рядом с водоёмами, могут быть хищниками или питаться падалью. Пищей хищным видам служат коллемболы, тли, черви. Личинки Medetera живут в ходах короедов; личинки Neurogona живут в почве, под листьями в берёзовых лесах; личинки Systenus — в древесных грибах, в вытекающем соке листьев. Личинки Sciapus — хищники в яйцевых кубышках саранчовых. Окукливаются личинки в местах питания, в коконе из песка или частичек древесины.

- Питание самки Dolichopus sp. (Видео, 1м 23с)
- Ухаживание самца за самкой Dolichopus cf. discifer (Видео, 1м 25с)

## Охрана

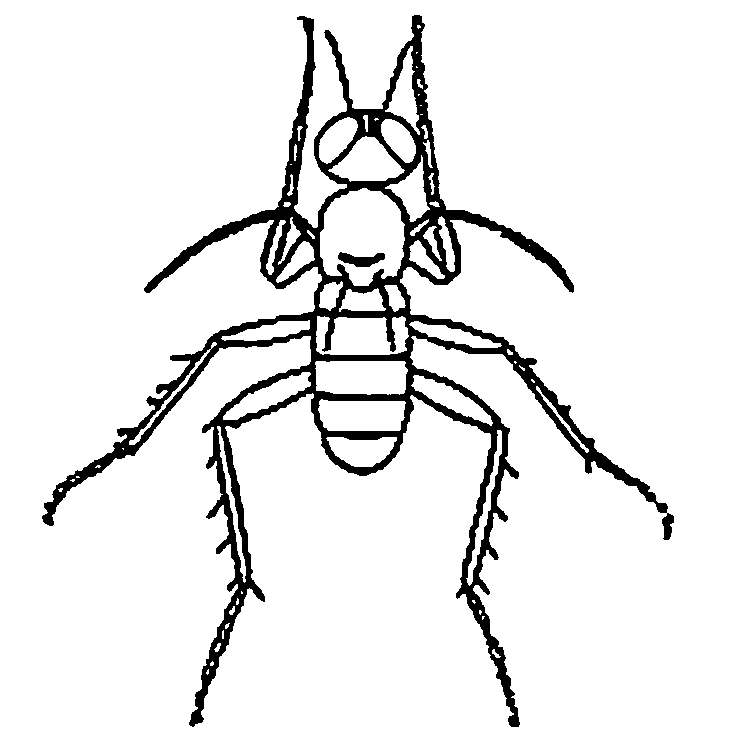
Campsicnemus mirabilis, вымерший вид мух-зеленушек с Гавайских островов

Один из видов занесен в Красный список угрожаемых видов МСОП (The IUCN Red List of Threatened Species), как уже вымерший:
 Campsicnemus mirabilis (Dolichopodidae) — Гавайские острова;
Несколько видов в региональных Красных книгах России, например, Республики Адыгея и Краснодарского края.

## Палеонтология
Всего описано более 100 ископаемых видов зеленушек в составе современных и вымерших родов. Древнейшие зеленушки известны из меловых ливанского, иорданского, французского, испанского и бирманского янтарей.

## Систематика
В мире известно около 280 родов и 7900 видов зеленушек (включая 28 ископаемых родов и около 100 ископаемых видов), причём ежегодно описываются десятки новых видов. Среди крупнейших родов:
- Dolichopus Latreille, 1796 (около 600 видов)
- Hercostomus Loew, 1857 (480)
- Chrysotus Meigen, 1824 (460)
- Amblypsilopus Bigot, 1888 (330)
- Medetera Fischer von Waldheim, 1819 (315)
- Campsicnemus Haliday in Walker, 1851 (310)
  - Campsicnemus popeye
- Sympycnus Loew, 1857 (270),
- Diaphorus Meigen, 1824 (260)
- Condylostylus Bigot, 1859 (250)
- Chrysosoma Guerin-Meneville, 1831 (240)[8]
- Neurigona Rondani, 1856 (160)

Подсемейства Microphorinae и Parathalassiinae ранее относили к семейству толкунчиков (Empididae) или выделяли в отдельное семейство Microphoridae, считаются наиболее близкими к семейству зеленушек в надсемействе Empidoidea. К этой группе относят 17 родов и около 120 видов (включая ископаемые таксоны).
В 2011 г. И. Я. Гричанов предложил использовать новый ранг — эписемейство (epifamily) Dolichopodoidae (с типовым родом Dolichopus Latreille, 1796) для Dolichopodidae sensu lato, объединяющее парафилетические семейства Dolichopodidae и Microphoridae. Соответственно, предложено и эписемейство Empidoidae (с типовым родом Empis Linnaeus, 1758) для остальных семейств надсемейства Empidoidea — Atelestidae, Hybotidae и Empididae.
По состоянию на 1 января 2017 г. семейство Dolichopodidae включает 18 подсемейств, причём, некоторые большие подсемейства подразделяются на трибы:
- † Подсемейство Eodolichopoditinae  Hong, 2002
- Подсемейство Parathalassiinae  Chvala, 1981
- Подсемейство Achalcinae  Grootaert et Meuffels, 1997
- Подсемейство Antyxinae  Yang, Zhu, Wang et Zhang, 2006
- Подсемейство Babindellinae  Bickel, 1987
- Подсемейство Diaphorinae  Schiner, 1864
  - Триба Diaphorini  Schiner, 1864
  - Триба Argyrini  Negrobov, 1986
- Подсемейство Dolichopodinae  Latreille, 1809
  - Триба Dolichopodini  Latreille, 1809
  - Триба Tachytrechini  Negrobov, 1986
- Подсемейство Enliniinae  Robinson, 1970
- Подсемейство Hydrophorinae  Lioy, 1864
  - Триба Hydrophorini  Lioy, 1864
  - Триба Aphrosylini  Aldrich, 1905
  - Триба Epithalassiini  Grichanov, 2008
  - Триба Hypocharassini  Negrobov, 1981
  - Триба Thinophilini  Aldrich, 1905
- Подсемейство Kowmunginae  Yang, Zhu, Wang et Zhang, 2006
- Подсемейство Medeterinae  Lioy, 1864
  - Триба Medeterini  Lioy, 1864
  - Триба Systenini  Robinson, 1970
  - Триба Thrypticini  Negrobov, 1986
- Подсемейство Neurigoninae  Aldrich, 1905
  - Триба Neurigonini  Aldrich, 1905
  - Триба Dactylomiini  Naglis, 2002
  - Триба Coeloglutini  Naglis, 2001
- Подсемейство Peloropeodinae  Robinson, 1970
- Подсемейство Plagioneurinae  Aldrich, 1905
- Подсемейство Rhaphiinae  Bigot, 1852
- Подсемейство Sciapodinae  Becker, 1917
  - Триба Mesorhagini  Bickel, 1994
  - Триба Sciapodini  Becker, 1917
  - Триба Chrysosomatini  Becker, 1918
- Подсемейство Stolidosomatinae  Becker, 1922
- ПодсемействоSympycninae  Aldrich, 1905
  - Триба Sympycnini  Aldrich, 1905
  - Триба Campsicnemini  Becker, 1917 + Eurynogaster complex
- Подсемейство Xanthochlorinae  Aldrich, 1905